# Libellago dorsocyana
Libellago dorsocyana là loài chuồn chuồn trong họ Chlorocyphidae. Loài này được Lieftinck mô tả khoa học đầu tiên năm 1937.